# Атлантида: Затерянный мир
«Атланти́да: Зате́рянный мир» (англ. Atlantis: The Lost Empire) — 41-й полнометражный мультфильм, выпущенный студией Уолта Диснея 15 июня 2001 года.

## Сюжет
Действие фильма происходит в 1914 году. Молодой американский учёный Майло Тэтч, следящий в Вашингтонском музее за бойлером, увлечён поисками Атлантиды, чем занимался и его покойный дед Таддеус Тэтч. Научное сообщество не одобряет его идей, считая их химерами, и отказывается финансировать экспедицию. Однако Майло находит неожиданную поддержку в лице старого друга деда, Престона Уитмора, который некогда обещал деду выделить необходимую сумму и теперь выполняет обещание. Он предлагает Майло присоединиться к экспедиции в качестве лингвиста (то есть специалиста по древним языкам).
Майло отправляется на поиски Атлантиды на огромной паровой субмарине, которую спускают на воду с американского военного корабля. Он становится членом команды под руководством капитана Лайла Тиберия Рурка и лейтенанта Хельги Синклер. Кроме него, в состав команды входят:
- военный врач Джошуа Миляга;
- главный механик Одри Рамирес;
- специалист-пиротехник Винченцо Санторини (он же Винни);
- повар Джебедая Фарнсворт (он же Кекс);
- геолог Гаэтан Мольер (он же Крот);
- многоуважаемый специалист в возрасте по связи, Вильгельмина Пэкард.

Подводная лодка гибнет в результате нападения Левиафана — огромного механического ракообразного, созданного стражами Атлантиды. Часть команды спасается на мини-субмаринах и, высадившись в гроте, начинает долгие поиски Атлантиды, ориентируясь по дневнику, найденному когда-то дедом Майло. За экспедицией следят атланты. Потеряв большую часть тяжёлой техники, экспедиция находит древний город. Их ведут на аудиенцию к местному королю. Несмотря на притворство Рурка, правитель Атлантиды понимает истинные намерения экспедиции и разрешает им остаться в городе только на один день.
Между Кидой, дочерью короля, и Майло возникает близкая дружба. Кида показывает Майло город, сообщая, что атланты утратили знание древних текстов и теперь не могут даже пользоваться древними летательными аппаратами. Майло объясняет принцессе некоторые тексты и раскрывает тайну гигантского кристалла — главного источника энергии атлантов, интегрирующего в себя все меньшие, нательные кристаллы. Тем временем Рурк готовит захват вышеупомянутого кристалла с целью продажи кайзеру. Его солдаты берут в плен Киду и Майло и захватывают королевский дворец, где Рурк наносит королю смертельную рану.
Экспедиция обнаруживает кристалл, и Рурк решает захватить его. Кида, став избранницей кристалла, попадает в плен к Рурку. Без кристалла Атлантида погружается во тьму. Несмотря на старания Миляги, король умирает, перед смертью прося Майло вернуть Киду и спасти их государство. Майло придумывает план: атаковать Рурка внутри потухшего вулкана при помощи летающих машин атлантов. Остатки экспедиции вместе с солдатами Атлантиды отправляются туда. Между Рурком и атлантами во главе с Майло начинается битва.
Атланты побеждают, в ходе битвы все наёмники, включая Хельгу и Рурка погибают, но в результате взрыва аэростата начинается извержение вулкана. С трудом успев взять контейнер с кристаллом, Майло и его друзья возвращаются в Атлантиду. Кида с помощью кристалла пробуждает вокруг города древних стражей, которые активируют защитное поле вокруг города, спасая его от лавы. Майло становится главным восстановителем города и остаётся с Кидой, а его друзья возвращаются в США, нагруженные богатыми дарами.

## Роли озвучивали
| Роль                       | Актёр               |
| -------------------------- | ------------------- |
| Майло Тэтч                 | Майкл Джей Фокс     |
| Кида                       | Кри Саммер          |
| Престон Уитмор             | Джон Махони         |
| Атлантийский король        | Леонард Нимой       |
| Капитан Лайл Тиберий Рурк  | Джеймс Гарнер       |
| Хельга Синклер             | Клаудия Кристиан    |
| Джебедая Фарнсворт         | Джим Варни          |
| Винни Санторини            | Дон Новелло         |
| Мольер                     | Кори Бёртон         |
| Одри                       | Жаклин Обрадорс     |
| Доктор Джошуа Миляга       | Фил Моррис          |
| Миссис Вильгельмина Пэкард | Флоренс Стэнли      |
| Мистер Харкорт             | Дэвид Огден Стайерс |

## Производство
Идея создания мультфильма «Атлантида: Затерянный мир» посетила Дона Хана, Гари Труздейла, Кирка Уайза и Теба Мёрфи в октябре 1996 года. После выхода мультфильма «Горбун из Нотр-Дама» они хотели выпустить другой проект в жанре приключения. Среди фильмов, повлиявших на «Атлантиду», в частности, «Небесный замок Лапута». Гэри Трусдейл сказал, что финальная сцена связана с другим аниме Миядзаки — «Люпен III: Замок Калиостро» (1979). Упоминаются также параллели с аниме Nadia: The Secret of Blue Water, объясняемые общим влиянием романа Жюля Верна «Двадцать тысяч лье под водой».
Над мультфильмом работали 350 мультипликаторов и художников. Для создания интересных локаций они посетили военные сооружения начала XX века, исследовали пещеры в Карловых Варах и Нью-Мексико. Художник-постановщик мультфильма Майк Миньола сформировал визуальный стиль мультфильма. «Графичность, угловатость стиля Миньолы оказала ключевое влияние на внешний вид персонажей», — заявил Уайз.
Язык жителей Атлантиды разработан Марком Окрандом, который также является автором клингонского языка. За основу он взял индоевропейскую семью языков, создал грамматику и краткий словарь языка атлантов. Письменностью атлантов занимался Джон Эмерсон. Способом письма атлантов он выбрал бустрофедон, когда первая строка читается слева направо, следующая — справа налево, третья вновь слева направо и т. д. Эмерсон сделал сотни случайных набросков отдельных примеров письма, из которых создатели мультфильма выбрали лучшие. Группа пользователей интернета (The Atlantean Language Group) долгое время изучала язык атлантов, несмотря на отсутствие публикаций от самого автора. Разработаны грамматика и краткий словарь этого языка.